# Kranjski deželni zbor
Kranjski deželni zbor (nemško Krainer Landtag) je bil najvišjizakonodajni organ deželne avtonomije vojvodine Kranjske. Uveden je bil s februarskim patentom (26.2.1861), s katerim je Avstrijsko cesarstvo stopilo v drugo ustavno obdobje.
Kranjski deželni zbor je sprejemal zakone, ki so bili v deželni pristojnosti. V pristojnost deželne avtonomije je spadalo kmetijstvo, javne zgradbe (zgrajene iz deželnih sredstev), dobrodelne ustanove (vzdrževane iz deželnih sredstev), občinske, cerkvene in šolske zadeve, zadeve glede opravljanja priprege, preskrbe in nastanitve vojaštva ter deželni proračun. Deželni zakon je stopil v veljavo šele po tistem, ko ga je potrdil cesar. Do leta 1873 je bilo v pristojnosti deželnega zbora imenovanje šestih poslancev v dunajski državni zbor.
Deželnemu zboru je predsedoval in ga vodil deželni glavar (nemško Landeshauptmann), ki ga je izmed članov deželnega zbora imenoval cesar. Za upravljanje tekočih zadev v času, ko deželni zbor ni zasedal, je bil pristojen deželni odbor, ki so ga sestavljali deželni glavar in še štirje člani. Po enega člana so izvolili vsak od treh zastopstev volilnih razredov, četrtega pa deželni zbor kot celota. Naloga deželnega odbora je bila upravljanje deželega premoženja, vodstvo uradov deželne avtonomije, deželnih zavodov in ustanov.
Organizacijo in delo deželnega zbora in odbora za Kranjsko sta določala Deželni red za vojvodino Kranjsko, izdan na podlagi februarskega patenta 2. 4. 1873 in 26. 8. 1908 in Deželnozborski volilni red za vojvodino Kranjsko, izdan 5. 11. 1898 in 26. 8. 1908.

## Volitve
Med letoma 1861 in 1908 je kranjski deželni zbor je sestavljalo 37 poslancev: 10 so jih volili veleposestniki, 8 mesta in trgi (mestna kurija), 16 ostale občine (kmečka kurija), 2 pa trgovsko-obrtne zbornice. Poleg 36 voljenih poslancev je bil kot virilist član deželnega zbora tudi ljubljanski škof. 
Po reformi leta 1908 je kranjski deželni zbor sestavljalo 50 poslancev. Uvedli so novo, splošno kurijo, ki jo je sestavljalo 11 poslancev. Povečali pa so še mestno kurijo, z 8 na 10 poslancev.
Mandat deželnega zbora je trajal 6 let. So pa v prvem desetletju zaradi izredni razmer in zaradi neveljavnih volitev volili kar petkrat. Volitve v kranjski deželni zbor so potekale dvanajstkrat:
- Prvi sklic - marec 1861
- Drugi sklic - januar 1867
- Tretji sklic - marec 1867
- Četrti sklic - junij 1870
- Peti sklic - december 1871
- Šesti sklic - julij 1877
- Sedmi sklic - junij 1883
- Osmi sklic - julij 1889
- Deveti sklic - november 1895
- Deseti sklic - september 1901
- Enajsti sklic - februar 1908
- Dvanajsti sklic - december 1913

## Razdelitev mandatov
| stranka                                             | 1867 | 1871 | 1877 | 1883 | 1895 | 1908 | 1913 |
| --------------------------------------------------- | ---- | ---- | ---- | ---- | ---- | ---- | ---- |
| slovenska stranka                                   | 25   | 23   | 16   | 25   |      |      |      |
| Katoliška narodna stranka/Slovenska ljudska stranka |      |      |      |      | 16   | 27   | 28   |
| Narodna napredna stranka                            |      |      |      |      | 9    | 12   | 11   |
| ustavoverna/nemška stranka                          | 11   | 13   | 20   | 11   | 11   | 11   | 11   |
| neodvisni poslanci                                  | 1    | 1    | 1    | 1    | 1    |      |      |
| Skupaj                                              | 37   | 37   | 37   | 37   | 37   | 50   | 50   |